# Атік
Атік (ο Persei, Омікрон Персея) — подвійна, або кратна зоря в сузір'ї Персея.

## Характеристика
Атік має зіркову класифікацію B1III, має синій колір і належати до класу гігантів.

## Видимість
Атік можна побачити неозброєним оком на нічному, слабо засвіченому небі, краще за все його видно взимку.